# James Fitz-James Stuart, Công tước thứ 2 xứ Berwick
James Francis (Jacobo Francisco) Fitz-James Stuart, Công tước thứ 2 xứ Berwick, Công tước thứ 2 xứ Liria và Xérica (Saint-Germain-en-Laye, Vương quốc Pháp, ngày 21 tháng 10 năm 1696 – Napoli, Ý, ngày 2 tháng 6 năm 1738) là một người theo chủ nghĩa Jacobite và là một quý tộc Anh và quý tộc Tây Ban Nha. Cha của James là James FitzJames, Công tước thứ 1 xứ Berwick, con ngoại hôn của Vua James II, vì thế, trên thực tế, James Francis là đời thứ 2 thuộc Nhà Stuart cai trị Vương quốc Anh, Ireland và Scotland. Ông gọi hai Nữ vương Mary II của Anh và Anne I của Anh là cô.
James thừa kế các tước hiệu trong giới quý tộc Jacobite và Tây Ban Nha sau cái chết của cha mình trong trận chiến năm 1734 tại Philippsburg, trong Chiến tranh Kế vị Ba Lan. Ông cũng là Công tước xứ Veragua và xứ la Vega và là Hầu tước của bốn tước hiệu khác sau cuộc hôn nhân với nữ thừa kế Tây Ban Nha vào năm 1716. Tước hiệu đầy đủ của ông là Công tước thứ 2 xứ Berwick, Bá tước thứ 2 xứ Tinmouth, Nam tước Bosworth thứ 2, Công tước thứ 2 xứ Liria và Xerica, Grandee của Tây Ban Nha hạng nhất (từ 1716), Hiệp sĩ của Huân chương Lông cừu vàng (từ ngày 29 tháng 9 năm 1714), đồng thời là người nắm giữ một số tước hiệu bá tước khác.